# William Snow Harris
William Snow Harris (Plymouth, 1 de abril de 1791 – 22 de enero de 1867) fue un médico e investigador eléctrico británico. Apodado Truenos-y-Relámpagos Harris, fue famoso por su invención de un sistema de pararrayos para barcos. Tras muchos años de hacer campañas y pruebas, que incluyeron al HMS Beagle que sobrevivió a tormentas eléctricas en su famoso viaje con Charles Darwin, la Marina Real cambió al sistema de Harris.

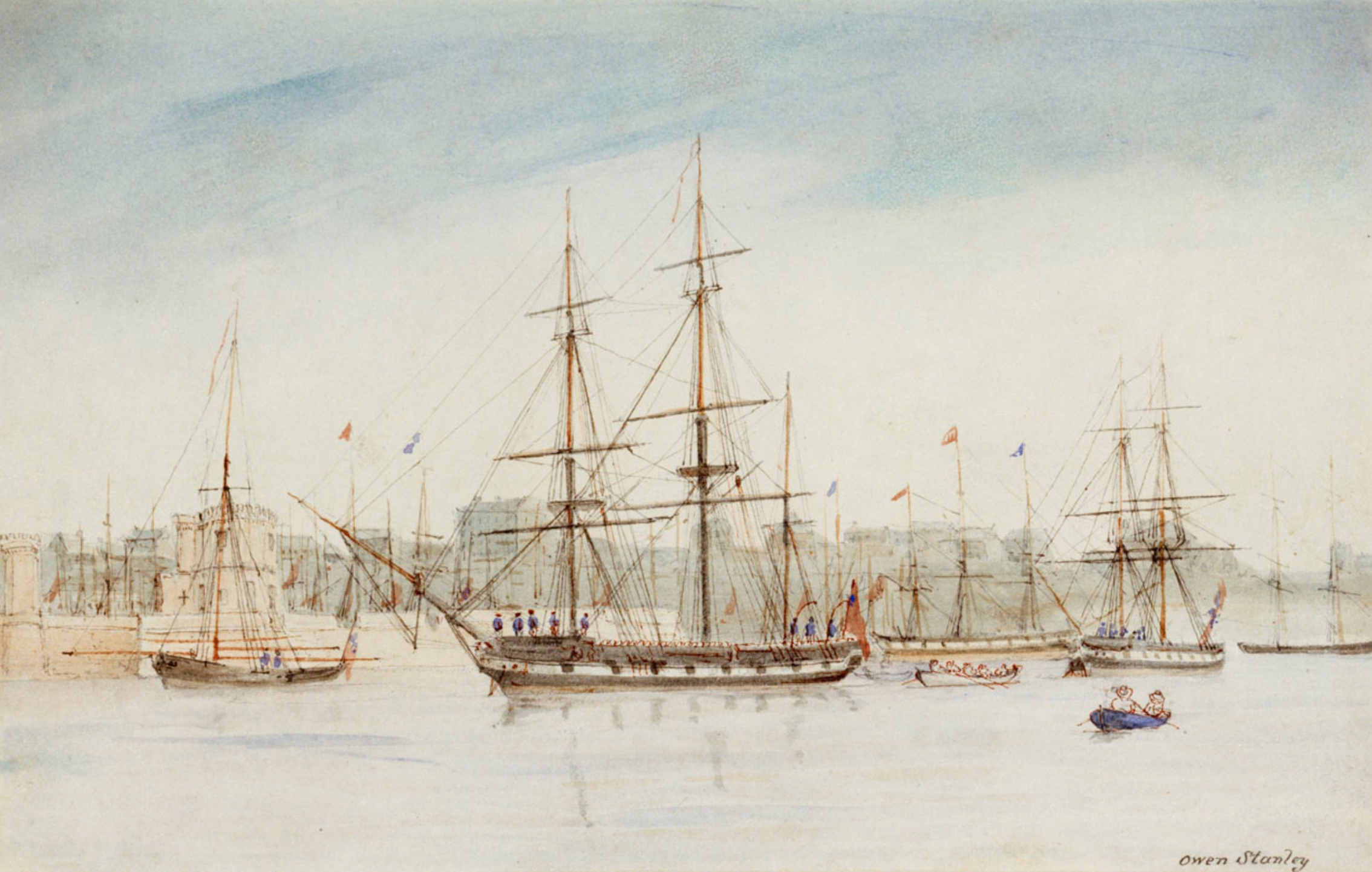
, uno de los primeros barcos en usar el sistema de Harris.

## Vida y trabajo
Harris nació en Plymouth el 1 de abril de 1791 en una familia de conocidos abogados de la ciudad. Asistió a la escuela de gramática de la localidad y, pasando su niñez en un puerto con el importante astillero naval de Devonport, desarrolló un duradero interés en los barcos.
Estudió medicina en la Universidad de Edimburgo y regresó a Plymouth donde comenzó la práctica médica. Su interés en la naciente ciencia de la electricidad le llevó a inventar su pararrayos mejorado para barcos en 1820. En 1824 se casó y abandonó su profesión médica para centrarse en su estudio de la electricidad. Su obra "Sobre los Poderes Relativos de varias Sustancias Metálicas como Conductores de Electricidad", presentada ante la Sociedad Real en 1826, le llevó a ser elegido socio de la misma en 1831. Fue autor de artículos sobre las leyes elementales de la electricidad ante la Sociedad en 1834, 1836 y 1839, y también envió resultados de sus experimentos y descubrimientos a la Sociedad Real de Edimburgo. Sus investigaciones experimentales sobre la fuerza de alta tensión fue publicada en las Transacciones Filosóficas de 1834. En 1835 Harris recibió la medalla Copley por sus "Investigaciones Experimentales sobre las Fuerzas de la Alta Tensión".
Harris fue curador del museo de la Institución de Plymouth (actual The Plymouth Athenaeum), de la que fue dos veces presidente.
Su trabajo sobre pararrayos para barcos le supusieron una pensión del gobierno de 300 libras "en consideración a sus servicios en el cultivo de laciencia". Para superar las objeciones a sus propuestas publicó en 1843 un trabajo titulado Thunderstorms, así como contribuyendo a lLa Revista Náutica sobre el efecto de los relámpago. Fue creado caballero en 1847 después de la adopción de su sistema y recibió un premio de £5,000. Aunque sus investigaciones no produjeron nuevos inventos, sus manuales sobre electricidad, galvanismo y magnetismo, publicados entre 1848 y 1856, fue reeditados varias veces. A su muerte en Plymouth el 22 de enero de 1867 estaba preparando un Tratado sobre Electricidad Friccional, que fue publicado póstumamente ese año.

## Pararrayos para barcos
La varilla inventada por Benjamin Franklin en 1752 permitió evitar el problema habitual de los relámpagos en los barcos de madera del periodo. En Gran Bretaña, la Marina Real escogió un sistema de protección con una cadena con un extremo en el mar y otro conectado con la parte superior de un mástil como pararrayos. Este sistema resultó insatisfactorio: la cadena sólo se conectaba al mástil cuando se esperaban relámpagos, lo que llevaba a problemas con tormentas inesperadas. Cuándo la cadena estaba conectada era un estorbo para los marineros en el aparejo al tratar de gestionar las velas. Finalmente, incluso cuándo estaba conectado el sistema los relámpago muchas veces averiaban la cadena o el barco. Había también temores de que los pararrayos atrayeran relámpago al barco y prejuicios contra su uso. La marina francesa ingenió un sistema modificado en el que la cadena estaba permanentemente conectada con el fondo de cobre qué protegía el casco bajo el agua de colisiones y gusanos. A comienzos del siglo XIX se reemplazaron las cadenas por cables de metal.
Harris inventó un sistema nuevo en 1820, con placas conductoras fijas a lo largo de los palos, que desde la parte inferior se conectaban al fonde de cobre. Todas las masas metálicas en el barco eran puestas a tierra para asegurar que no había ningún problema. Propuso este sistema al Almiraltazgo en 1821 pero no obtuvo respuesta y comenzó una campaña para persuadir a la armada de los beneficios de su sistema. Finalmente se aprobaron pruebas en once barcos comenzando en 1830.

### Pruebas en el HMSBeagle
Uno de los primeros barcos usados para probar su sistema fue el HMS Beagle, que había regresado de su primer viaje de exploración en América del sur, y estaba siendo reconstruido y adaptado para un segundo viaje. Como parte de las adaptaciones se instalaron los pararrayos de Harris, siendo fijados en todos los palos, el bauprés y otras prominencias. El capitán, Robert FitzRoy, había recibido el mando tras el suicidio del anterior capitán. Antes de ese mando, FitzRoy había sido teniente a bordo del HMS Thetis en Río de Janeiro, cuyo mástil había sido golpeado por un relámpago. "La punta del mástil fue reducida a una colección de astillas" y mástil averiado irreparablemente, retrasando el barco durante casi dos meses mientras "el se sacaba la base y se reemplazaba por otra, adquirida del gobierno brasileño con gran gasto."
A finales de 1831, mientras el Beagle estaba siendo adecuado en Devonport antes de su viaje, Charles Darwin llegó a Plymouth para unirse a la expedición. Escribió a su hermana que "desayuné ayer con un señor Harris que me gusta más que nadie que haya visto — Ha escrito un gran tratado sobre la electricidad", y escribió a su tutor universitario John Stevens Henslow, notando que había conocido "una o dos personas agradables, la más importantes siendo Truenos-y-Relámpagos Harris, del que apostaría que has oído hablar." En su diario notó que en el anochecer del 21 de noviembre atendió una "conferencia popular del señor Harris sobre sus pararrayos" en el Athenaeum. Harris utilizó una "máquina eléctrica" para simular una nube con trueno, una cuba de agua como mar, y "un juguete con la silueta de un barco de batalla mostrando el proceso entero del impacto de un y probando satisfactoriamente qué su plan protege el barco de cualesquier consecuencias negativas. Este plan consiste en placas de cobre dobladas una sobre otra bajo los patios y  palo y conectadas al agua marina. — El principio del que se derivan estas ventajas están se debe al hecho de que el fluido eléctrico e debilita al ser transmitido por una superficie grande hasta tal punto que no se percibe ningún efecto, incluso cuándo el palo es golpeado por el relámpago. — El Beagle está dotado con pararrayos según este diseño; es muy probable que seamos el medio de probar y espero que demuestren la utilidad de sus efectos."
El viaje llevó casi cinco años y, a pesar de que el Beagle estuvo frecuentemente expuesto a relámpagos y al menos en dos ocasiones fue alcanzado ("cuando—en el instante de un vívido centelleo de relámpago, acompañado por un repique de trueno—un sonido siseante era oído en los palos y un extraño aunque muy ligeramente trémulo, movimiento en el barco indicaba que algo inusual había pasado"), nunca hubo el "menor daño". Darwin informó de la efectividad del sistema y de su convencimiento de que "sin el pararrayos los resultados habrían sido serios." FitzRoy informó de que las placas de cobre se mantuvieron en su sitio, incluso en mástiles pequeño, y que fortalecían a estos más que debilitarlos. FitzRoy elogió el sistema con profusión:

Ninguna objeción que se haya hecho contra ellos me parece válida y si me fuera permitido elegir entre tener mástiles equipados con el sistema o no, no tendría el más mínimo titubeo al decidir en favor de los pararrayos del señor Harris.

Si pueden ser aún mejorados, así como otros detalles, es cuestión a determinar por su ingenioso inventor. Él ya ha dedicado tantos años de valioso tiempo y atención a la materia de defender barcos contra el efecto de la electricidad y ha tenido éxito en beneficiar a otros a gran coste e inconveniencias para él mismo que ha esperado que el gobierno, en nombre de este gran país marítimo, le indemnice por el tiempo y fondos privados empleados por semejante individuo en el servicio público.
FitzRoy, 1839.

### Adopción naval del pararrayos de Harris
Harris continuó su campaña extensa informando de la importancia de los daños de relámpago. Presentó un informe listando daños causados a barcos británicos de 1793 a 1838, incluyendo 62 muertes y 114 heridos. Dos comités dieron recomendaciones favorables a su sistema, pero la implementación siguió siendo bloqueada por la oposición del Primer Lord del Mar hasta que este fue reemplazado en un cambio de gobierno en 1841. En junio de 1842 la Marina Real por fin adoptó el invento de Harris. Para entonces ya lo usaba la Armada Imperial Rusa y en 1845 el zar le regaló un anillo y un jarrón en reconocimiento a sus servicios.
Harris continuó registrando los efectos de los relámpagos en barcos de la marina. En un informe de 1853 en La Revista Náutica declaró con orgullo que entre 1830 y 1846 ninguno de los barcos protegió por sus pararrayos Harris habían padecido muertes por relámpagos y que los impactos habían sido menores. Tomando un periodo de tiempo comparable, al menos 45 barcos desprotegidos hubieran sido averiados por descargas atmosféricas. Publicó también reflexiones sobre el tendido de los conductores en zonas con personas o materiales combustibles  y los prejuicios para implantar su sistema, así como sobre los fundamentos científicos de este según las opiniones de Sir Humphry Davy. Recordando la oposición inicial concluyó que con "tenía sentimientos de satisfacción cercanos a la exultación al ver el éxito coronar sus esfuerzos".

## Obras
- Rudimentary Electricity, being a Concise Exposition of the General Principles of Electrical Science. Publicado por John Weale, 59 High Holborn, Londres, 1848.